# Mirre

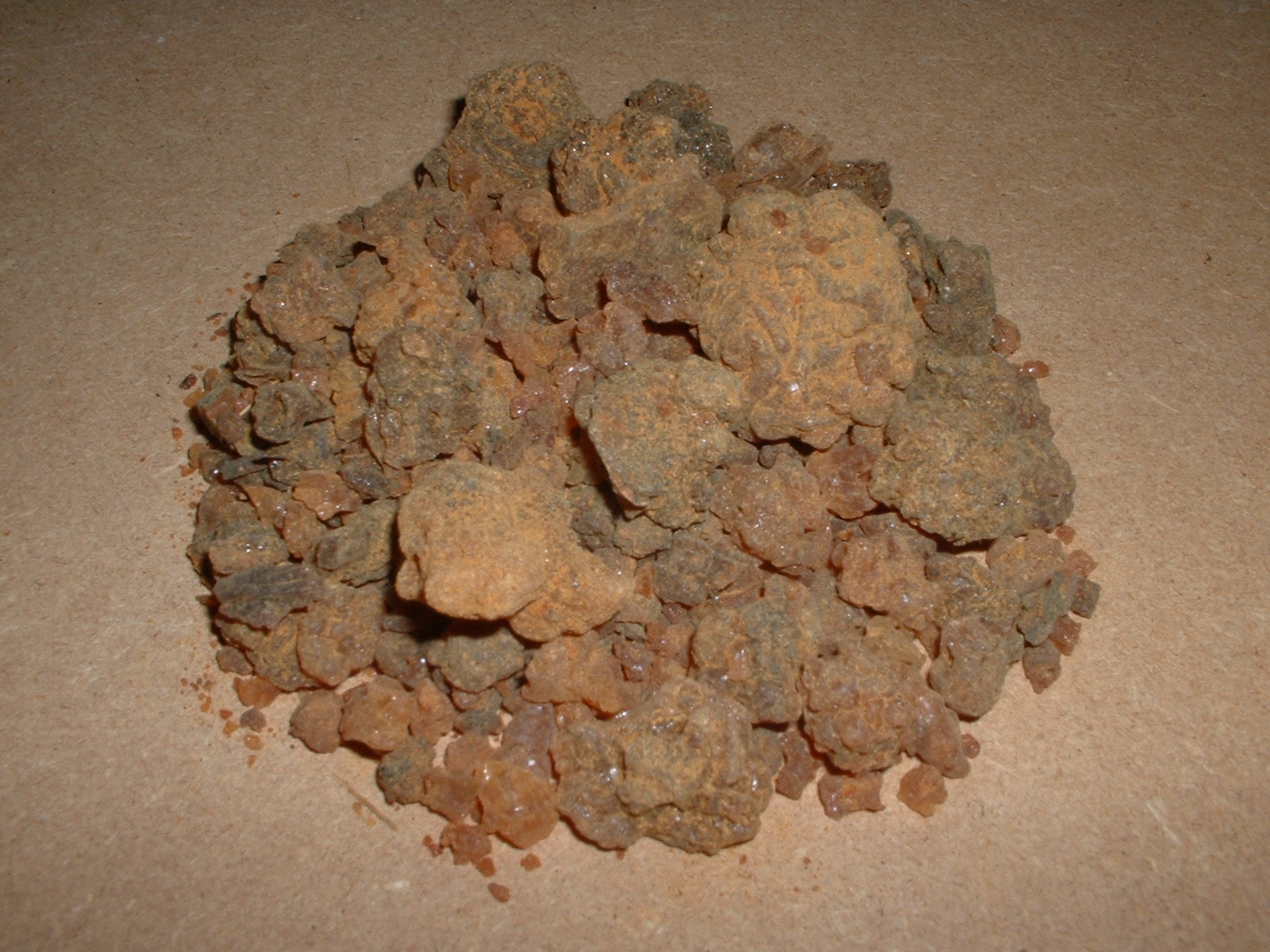
100 gram mirre

Mirre (myrrhe) is een gomhars, net als olibanum. Het wordt gewonnen uit verschillende soorten van het plantengeslacht Commiphora, voornamelijk de Commiphora africana. De ruwe hars wordt bewerkt door middel van stoomdestillatie: het eindresultaat is een dikke lichtgele olie met een warme, kruidige, zoetige en enigszins rokerige geur. Gestookt brengt mirre een zware geur voort.
De aanduiding mirre is via het Grieks afkomstig uit een Semitische taal: de wortel mrr betekent "bitter". Bittere mirre is vrij gemakkelijk verkrijgbaar, in tegenstelling tot zoete mirre (jahwee).
De chemische samenstelling van mirreolie is variabel. De opbrengst aan etherische olie is voor mirre ongeveer zes tot acht procent. Dat wil zeggen dat er ongeveer zestien kilogram hars nodig is voor een liter olie. De kleur van de viskeuze mirreolie kan variëren tussen geelgroen en amberkleurig. Als basisnoot wordt mirre in minieme percentages verwerkt in oriëntaalse of zwaar bloemige parfums. Overgevoeligheid voor mirre is zeldzaam, maar in hoge dosering is de stof giftig.
Mirrewas bestaat uit vaste klontjes mirre en is meestal een combinatie van twee soorten; 'heerabol' (ruw, roodbruin van kleur) en 'bisabol' (zachter, helder, geel van kleur). Drie tot tien procent van deze hars bestaat uit vloeibare mirreolie, die stroperiger wordt naarmate het ouder wordt. Deze etherische olie is verkregen door de hars op te lossen in vet. Vijfendertig procent bestaat uit de hars zelf en is oplosbaar in alcohol. Het resterende deel (vooral gom) is oplosbaar in water.

## De plant

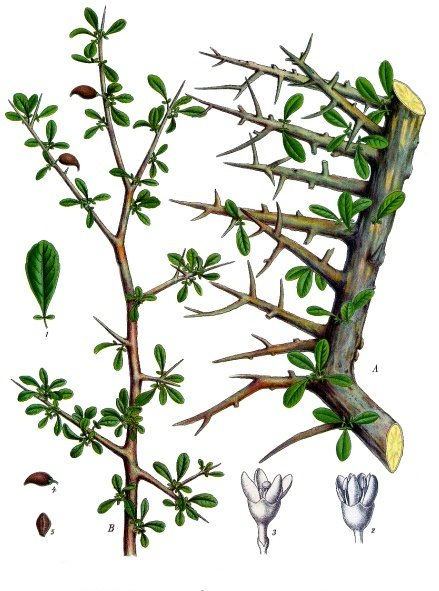
Commiphora myrrha

Het geslacht Mirre bevat ongeveer 250 soorten, die veelal moeilijk te onderscheiden zijn. Nog in de jaren tachtig van de twintigste eeuw werden nieuwe mirresoorten ontdekt. De geslachtsnaam Commiphora komt van de Griekse woorden 'kommi' (gom, gummi, ofwel kleefstof) en 'pherein' (dragen) en betekent letterlijk "drager van kleefstof".
Commiphora-soorten zijn doorgaans sterk vertakte, bladverliezende struiken of kleine bomen, die een paar meter hoog worden (maximaal vijf meter): het zijn meestal struiken. De meeste soorten bezitten takdoornen: dit zijn takken in de vorm van een doorn, die haaks op de stengel staan en de plant een grillig uiterlijk verlenen. Bij de struikvormen is de hoofdstam meestal gebogen. De plant heeft schaarse, aromatische, drietallige bladeren, die zo'n twee centimeter lang kunnen zijn. Na de regen verschijnen geelrode of groenwitte bloemen, gevolgd door kleine bessen.
Mirre komt als wilde plant voor in droge gebieden, halfwoestijnen en woestijnen. Hij komt oorspronkelijk uit Somalië, waar men hem "molmol" noemt. Hij is tegenwoordig ook verspreid over Ethiopië, het Midden-Oosten, Arabië, Jemen, Zuid-Afrika en India. Tegenwoordig wordt Mirre op commerciële basis op plantages gekweekt, vooral in Ethiopië en zuidelijk Arabië.
Via insnijding van de stam wordt de korrelige hars verzameld. Bij de zeer hoge woestijntemperaturen sijpelt de zacht geworden hars vanzelf naar buiten. Het oogsten van de hars vindt vooral in de heetste maanden van het jaar plaats; in juli en augustus. De harsgangen lopen langzaam leeg en na de aansnijding moet de plant zes tot vierentwintig maanden met rust gelaten worden. Anders droogt de plant uit en sterft hij. De hars wordt gedroogd en gedestilleerd voor de olie. Voor de beroemde mirretinctuur wordt de hars opgelost in alcohol.

## Gebruik
Mirre wordt onder andere gebruikt in de cosmetische industrie (tandpasta, mondwater) en als smaakstof in levensmiddelen en (alcoholische) dranken, zoals Bénédictine. Mirre kan zowel gebrand, opgesmeerd als ingenomen worden. In het Midden-Oosten wordt veel bittere mirre gekauwd vanwege de antiseptische werking. In de Afrikaanse volksgeneeskunde wordt het veelvuldig gebruikt om te desinfecteren.
Zowel in de oudheid als in het heden worden er vele genezende eigenschappen aan mirre toegeschreven. Het zou ontsmettend, samentrekkend (slijmhuid van tandvlees en mondholte), slijmoplossend, bloedreinigend en antiseptisch werken. De desinfecterende werking kan toegeschreven worden aan de looistoffen in de hars, maar is tevens het gevolg van de wondafdichtende werking. De hars blijft als een afsluitend laagje achter op een ingewreven wond, en er kunnen dus geen nieuwe bacteriën binnendringen.
Een greep uit de toepassingen: bestrijding van bronchitis, (zwemmers)eczeem, kloven, ringworm, rimpels, wonden, artritis, vastzittende hoest, onzuivere huid, kiespijn, hoofdpijn, onregelmatige menstruatie, (chronische) verkoudheid, aambeien, spruw, witte vloed, ontstekingen aan luchtwegen, voetschimmel, gingivitis (tandvleesontsteking), mondzweren, longaandoeningen, mondontsteking, keelontsteking en mogelijk schildklieraandoeningen.
Het gebruik van mirre kan gevaarlijk zijn tijdens zwangerschap. Dit komt doordat de chemische verscheidenheid van de stof zo groot is en men er dus nooit zeker van kan zijn wat de precieze samenstelling is.
Verder wordt mirre, net als olibanum, veel toegepast bij gebed en meditatie. Het wordt gezegd dat de geur helderheid, inzicht en innerlijke rust oproept.

## Geschiedenis
Mirre werd 3700 jaar geleden voor het eerst genoemd en het is daarmee het oudst bekende parfum. De oude Egyptenaren gebruikten mirre om hun mummies te balsemen. Daarnaast werd het gebruikt als parfum, als gebitsverzorging en was het een remedie tegen vele infecties, met inbegrip van lepra en syfilis. Sommige volkeren gebruikten mirre ook bij slechte adem en tandproblemen. In de traditionele Chinese geneeskunde werd het gebruikt bij wonden en bloedingen.
In de Zuid-Arabische landen was mirrehars vroeger zeer kostbaar. Overal was er behoefte aan, in erediensten van tempels in Egypte tot in Griekenland, waar de mirre tijdens het bewind van Alexander de Grote rond 330 voor Christus was aangekomen. Er waren talrijke rookoffers met zowel mirre als wierook; offers voor de goden, om boze geesten te verdrijven en om de doden te eren. Verder werden in profane diensten ook rookoffers opgedragen aan levende mensen en was de verfrissende en prikkelende geur van de hars een welkome verschijning op feesten. Mirre werd in het verleden ook gebruikt bij de zalving van koningen, koninginnen en profeten.
Geiten die in de dorre woestijn leven zijn gek op de blaadjes van de Commiphora. Maar ze hadden in de oudheid ook op een andere manier met mirre te maken. Hun huid werd gebruikt om mirre in te persen; de geurende olie bleef zo in de hars aanwezig en kon niet door de huid heen verdampen.
Het verhaal gaat dat Nefertete, de oogverblindende vrouw van de farao Echnaton (rond 1350 v.Chr.), gasten in het paleis een geurkegel op het hoofd zette. Dat was een mengsel van dierlijk vet met mirrehars en andere geurende kruiden. Door de warmte van het hoofd smolt de hars en liep druppelsgewijs door het haar en over de schouders van de gasten. Op die manier maakte ze van de gasten wandelende parfums. Nefertete bewaarde de mirreharsen in stenen kastjes die later zijn opgegraven door archeologen. In het najaar van 2019 is voor het eerst een skelet opgegraven in Egypte met wat ooit een geurkegel zal zijn geweest op de schedel. Voordien werd getwijfeld aan het bestaan ervan omdat er alleen tekeningen van bestonden.
Een ander verhaal vertelt over de jonge vrouw Myrrha. Zij wordt in de klassieke literatuur beschreven door de Romeinse dichter Ovidius (43 v.Chr. tot 17 na Chr.) in zijn Metamorfosen. Hij schrijft hoe zij verliefd wordt op haar eigen vader en daardoor zo met zichzelf in de knoop raakt, dat ze zelfmoord wil plegen. Maar haar voedster verijdelt dat op het laatste moment. Met een list zorgt ze ervoor dat vader Cinyras beneveld door de wijn in bed belandt, en daar in het donker een onbekende vrouw liefkoost. Dat gaat vele nachten door, totdat zijn nieuwsgierigheid de kop opsteekt en hij uiteindelijk een toorts aansteekt om de vrouw te kunnen zien. Tot zijn schrik kijkt hij recht in de ogen van zijn dochter. Hij rent met getrokken zwaard achter haar aan om haar te vermoorden. Myrrha vlucht de woestijn in en verblijft daar negen maanden, hoogzwanger van haar vader. Ze is zo wanhopig dat ze de goden vraagt om haar niet langer als een mens door het leven te doen gaan. Haar gebed wordt verhoord en ze verandert in een doornige struik die voortaan haar naam zal dragen en zo huilt ze bittere tranen. Die druipen van haar takken in de vorm van kleine glinsterende bolletjes hars. Na vreselijke pijnen, geholpen door de maangodin, scheurt de stam van de struik overlangs open en komt er het mooiste kind uit dat de wereld ooit heeft gekend: Adonis. Zijn schoonheid heeft hij mede te danken aan de gewoonte om zich met mirre in te zalven en zo mooi is hij dat zelfs de godin van de liefde op hem verliefd wordt. Myrrha kan haar zoon niet vasthouden en ze moet voorgoed afscheid van hem nemen. Vanwege dat verdriet blijft ze altijd bittere tranen wenen.

## Religie en spiritualiteit
Van mirre wordt al sinds de oudheid aangenomen dat het de spiritualiteit bevordert en versterkt, en het heeft al eeuwen een religieuze betekenis.
Mirre werd veelvuldig gebruikt in de oude Egyptische zonnestad Heliopolis, op de plek waar nu Caïro ligt. Daar werd dagelijks mirre verbrand op het hoogtepunt van de middag als de zonnegod zijn hoogste kracht had bereikt. Daarbij gebruikten de priesters een speciaal mengsel van kruiden, dat ze 'kyphi' noemden. In de zuidelijker gelegen plaats Karnak, aldus de inscripties op de tempelmuren aldaar, was het gebruikelijk deze rookoffers te brengen tijdens de zonsopkomst. De Egyptenaren gebruikten zoveel mirre dat de lucht langs de Nijl er zwanger van was. Niet alleen de hars, ook complete bomen werden geïmporteerd en in de tempeltuinen geplant. Daarmee kon de hars worden gewonnen die in grote hoeveelheden nodig was om de doden mee te mummificeren. Kilo's mirre gebruikten de balsemers om de buik-, borst- en schedelholtes van de overleden farao's en hogepriesters te vullen. Toen in 1922 het graf van Toetanchamon werd geopend, kwamen er verzegelde stenen kruiken en potten tevoorschijn die bij opening nog steeds sterk geurende mengsels bezaten van mirre en andere harsachtige stoffen, tweeëndertig eeuwen na de verzegeling van het graf. Deze substanties bleken voor 90 procent uit dierlijk vet en voor 10 procent uit mirrehars en andere kruiden te bestaan. Zelfs heilige dieren werden gebalsemd met mirre en rozemarijn, vanwege de conserverende werking van deze planten. Dat was ook aan de middeleeuwers bekend, want daar schreven de geneesheren soms mummie-extracten als medicijn voor tegen de meest uiteenlopende kwalen. Dat waren aftreksels van de zwachtels van mummies, die ooit waren gedrenkt in een waterige oplossing van mirreharsen. Bij het medicinaal voorschrijven van deze 'mummie-lappen' hadden de middeleeuwers de magie van de mummie op het oog, maar het is waarschijnlijk de gunstige werking van de mirre geweest die de geneeskracht veroorzaakte.
In de Bijbel wordt mirre meermaals genoemd. De wijzen uit het Oosten gaven behalve goud en wierook ook mirre aan Jezus. Het laatste werd gegeven als symbool voor het lijden van het kind, want in die tijd stond mirre symbool voor lijden en dood. Voordat Jezus aan het kruis hing, wilde men hem mirre geven, opgelost in wijn, om zijn lijden te verzachten, toen hij dat proefde heeft hij het geweigerd te drinken. Nadat hij van het kruis was genomen werd hij door Jozef van Arimathea en Nicodemus met honderd pond mirre en aloë bedekt.
In het Bijbelboek Hooglied, een minnelied van Salomo, is op meerdere plaatsen sprake van mirre:
Mijn geliefde is mij een bundeltje mirre,
rustend tussen mijn borsten (1:13)
Ik stond op om mijn geliefde open te doen,
mijn handen dropen van de mirre,
mijn vingers van vloeiende mirre
op de greep van de grendel (5:5)
Zijn wangen zijn als balsembedden,
perken van kruiden,
zijn lippen zijn leliën,
druipend van vloeiende mirre (5:13)